# Hurley (Warwickshire)
Hurley – wieś w Anglii, w hrabstwie Warwickshire, w dystrykcie North Warwickshire. Leży 32 km na północ od miasta Warwick i 157 km na północny zachód od Londynu. Miejscowość liczy 1000 mieszkańców.